# Klickado
Klickado er et tredimensionelt brætspil, der er lidt i familie med mikado. Spillet består grundlæggende af en trapez med en lille figur, der skal opfattes som en slags pindsvin. Spillerne skiftes til at anbringe pinde i dette pindsvin på en måde, så de pinde, der allerede er der, ikke falder ned. Klickado, der kan spilles af 1-5 personer, er udviklet af Drei Magier Spiele og i Danmark udgivet af Bergsala Enigma.
Klickado vandt i 2009 Guldbrikken, en dansk kritikerpris, inden for kategorien Årets Børnespil.